# Wilhelm Heinrich Erb

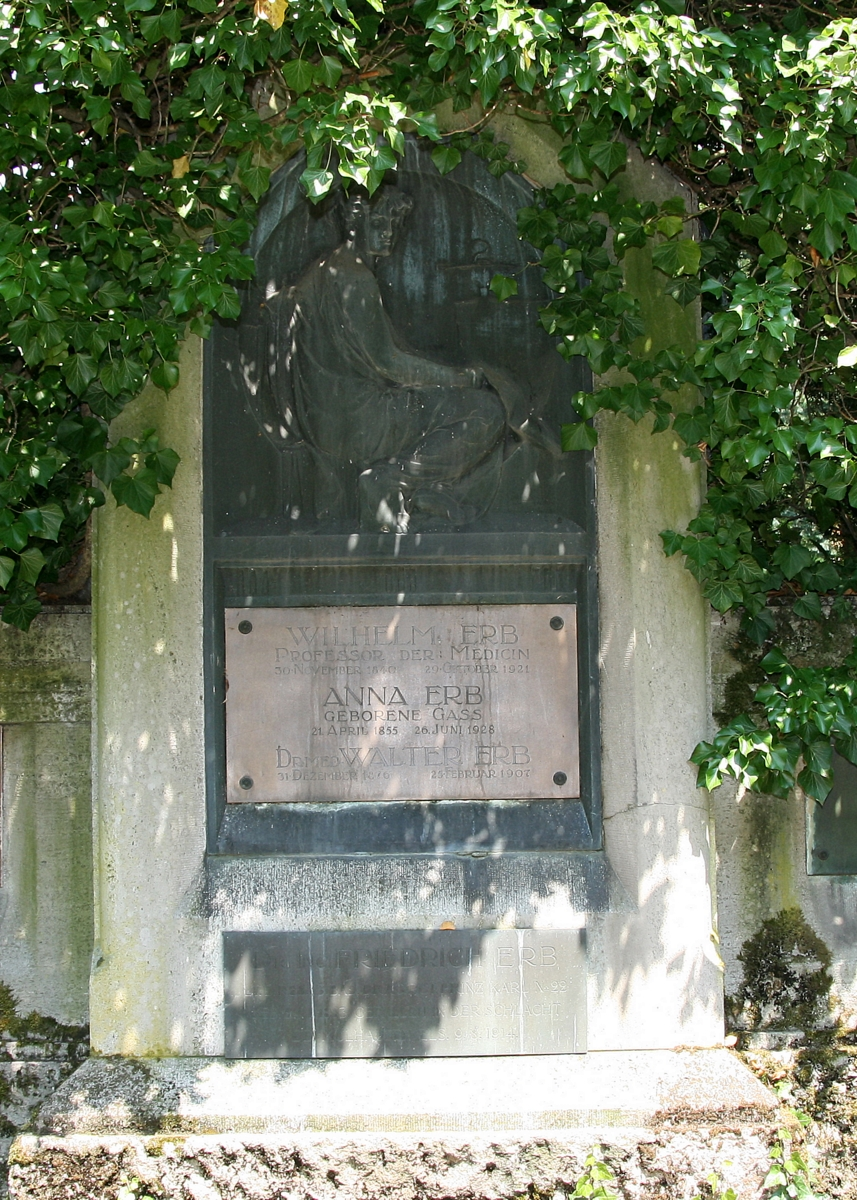
Grób Wilhelma Erba w Heidelbergu

Wilhelm Heinrich Erb (ur. 30 listopada 1840 w Winnweiler, zm. 29 października 1921 w Heidelbergu) – niemiecki lekarz neurolog, profesor medycyny i dyrektor Kliniki Neurologicznej Uniwersytetu w Heidelbergu.

## Życiorys
Urodził się w Winnweiler w Palatynacie reńskim w 1840 roku jako syn leśnika Friedricha Erba (1797–1868) i Sophie z domu Hoffmeister (1803–1895). Studiował na Uniwersytecie w Heidelbergu i przez wiele lat był asystentem Nikolausa Friedreicha. Przez pewien czas współpracował też z Ludwigiem von Buhlem w Monachium.
W 1880 roku otrzymał katedrę patologii na Uniwersytecie w Lipsku i wkrótce został kierownikiem tamtejszej kliniki. Później powrócił do Heidelbergu by zastąpić Friedreicha na stanowisku kierownika tamtejszej kliniki i pozostał w tym ośrodku do końca kariery.
Erb początkowo zajmował się głównie histologią i toksykologią, ale z czasem jego zainteresowania skupiły się na neurologii. Badał metody elektrodiagnostyczne i podejmował próby elektroterapii, był jednym z popularyzatorów badania odruchu kolanowego. W 1878 jako jeden z pierwszych opisał miastenię. Jego uczniami byli m.in. Ernst Remak i Max Nonne.
W 1876 roku ożenił się z Anną Gaß. Mieli czterech synów.

## Wybrane prace
- Die Pikrinsäure, ihre physiologischen und therapeutischen Wirkungen. Heidelberg, 1864
- Über die Agoniesteigerung der Körperwärme bei Krankheiten des Zentralnervensystems. Deutsches Archiv für klinische Medizin, 1/2 (1865)
- Zur Entwicklungsgeschichte der roten Blutkörperchen. [Virchows] Archiv für pathologische Anatomie und Physiologie und für klinische Medicin 34, ss. 138-194 (1864)
- Ein Fall von Fazialparalyse. Verhandlungen des naturhistorisch-medizinischen Vereins zu Heidelberg Band IV, 1867
- Zur Kasuistik der Nerven - und Muskelkrankheiten (Bleiparalyse und Accesoriuslähmung). Deutsches Archiv für klinische Medizin 4 (1868)
- Zur Pathologie und pathologische Anatomie peripherischer Paralysen (1867/1868)
- Über die Anwendung der Elektrizität in der inneren Medizin. [Volkmanns] Sammlung klinischer Vorträge 46 (1872)
- Handbuch der Krankheiten der peripheren cerebrospinalen Nerven (1874)
- Ueber eine eigenthümliche Localisation von Lähmungen im Plexus brachialis. Verhandlungen des naturhistorisch-medicinischen Vereins zu Heidelberg 1, ss. 130-137 (1874)
- Spastische Spinalparalyse (1875)
- Ueber Sehnenreflexe bei Gesunden und bei Rückenmarkskranken. Archiv für Psychiatrie und Nervenkrankheiten 5, ss. 792-802 (1875)
- Ueber acute Spinallähmung (Poliomyelitis anterior acuta) bei Erwachsenen und über verwandte spinale Erkrankungen. Archiv für Psychiatrie und Nervenkrankheiten 5, ss. 758-791 (1875)
- Ueber einen wenig bekannten spinalen Symptomencomplex. Berliner klinische Wochenschrift 12, ss. 357-359 (1875)
- Ein Fall von Bleilähmung. Archiv für Psychiatrie und Nervenkrankheiten 5 (1875)
- Handbuch der Krankheiten des Rückenmarks und verlängerten Marks (1878)
- Handbuch der Elektrotherapie (1882)
- Tabes dorsalis. Deutsche Klinik 6 (1906)
- Gesammelte Abhandlungen, 1864-1910. Leipzig 1910